# Кастелларано
Кастелларано (итал. Castellarano) — город в Италии, в провинции Реджо-нель-Эмилия области Эмилия-Романья.
Население составляет 13 400 человек (на 2005 г.), плотность населения составляет 235 чел./км². Занимает площадь 57,48 км². Почтовый индекс — 42014. Телефонный код — 0536.
Покровителем коммуны почитается святой мученик Панкратий Римский. Праздник ежегодно празднуется 12 мая.

## Известные жители и уроженцы
- Роландо Риви (1931—1945) — католический блаженный, беатифицированный 5 октября 2013 года Римским папой Франциском.